# Scala (comune)

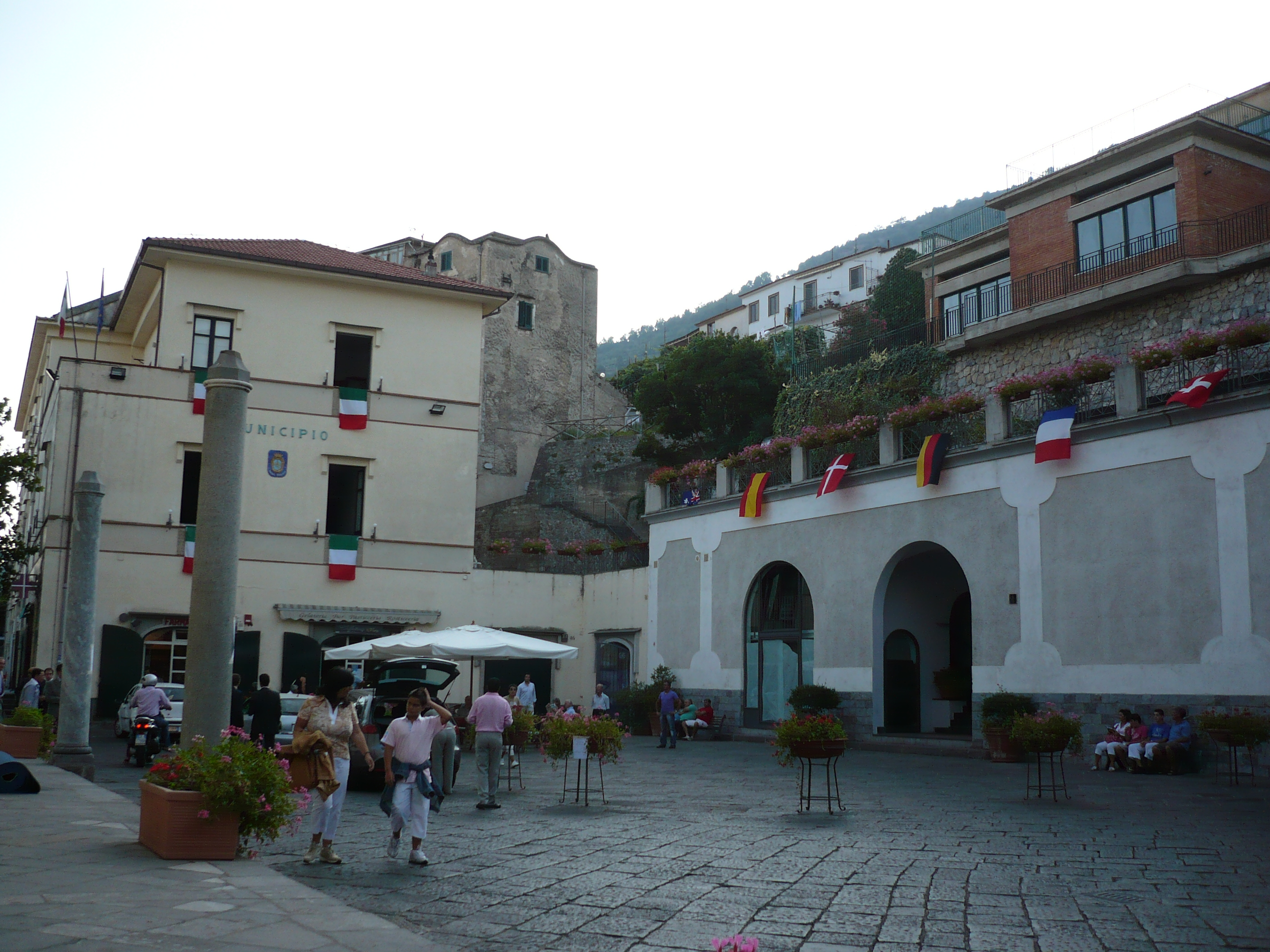
Piazza principale di Scala (con il palazzo comunale a sinistra)

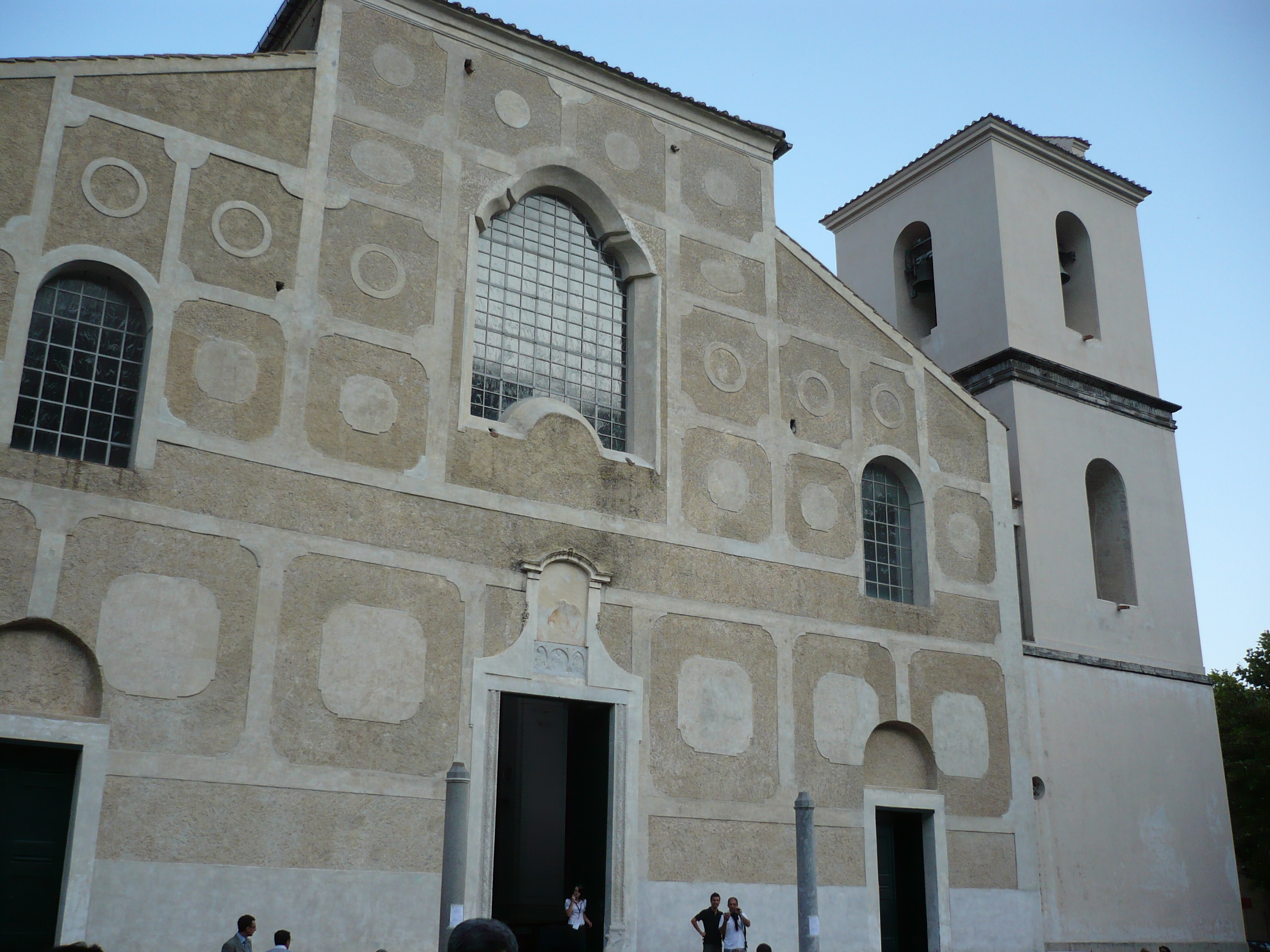
Il Duomo di San Lorenzo

Scala è un comune italiano di 1 500 abitanti della provincia di Salerno in Campania.
In quanto geograficamente appartenente alla Costiera amalfitana, dal 1997 il territorio comunale è Patrimonio dell'umanità dell'UNESCO.

## Geografia fisica

### Territorio
Rientra nel territorio della Costiera amalfitana.
- Classificazione sismica: zona 3 (sismicità bassa), Ordinanza PCM. 3274 del 20/03/2003.

## Storia
Un'altura posta a circa 400 metri sul mare è il roccioso sito su cui fu edificata, con chiaro intento strategico, la cittadina di Scala. Secondo un'antica cronaca essa sarebbe stata fondata nel IV secolo da naufraghi romani diretti verso Costantinopoli. La notizia non è tuttavia storicamente dimostrata.
Certa è invece la funzione che i contrapposti altopiani di Scala e Ravello ebbero nel Medioevo: infatti le due città furono lo scenario principale degli scontri tra i Pisani e Ruggero II tra il 1135 e il 1137. Il conflitto si risolse prima con il saccheggio pisano, ed infine con la vittoria del sovrano normanno. Alcune delle fortificazioni medievali sono tuttora visibili: in particolare il castello di Scala Maior, edificato sul Monte Petraro, alle spalle della città di Scala, ed il castrum Scalelle nell'attuale frazione di Pontone.
Nel 987 la città divenne sede vescovile. La notizia, però, non ha trovato accoglimento nella storiografia più recente sull'argomento. La comparsa del nome di Scala, tra le sedi suffraganee della Metropolia di Amalfi, istituita nel 987, è da attribuire all'interpolazione del testo della Cronaca dei Vescovi di Amalfi da parte dell'erudito scalese Giovan Battista D'Afflitto, collaboratore dell'Ughelli per la provincia ecclesiastica amalfitana. Nel testo che il D'Afflitto inviò all'Ughelli era addirittura specificato che il vescovo di Scala era immune dal pagamento del cattedratico. Non è da escludere, infine, che tra le cause dell'interpolazione, ci sia stata la volontà di rendere più antica la diocesi di Scala rispetto a quella dirimpettaia di Ravello, eretta nel 1086, e soggetta direttamente alla Santa Sede dall'ottobre 1090.
È più probabile che la diocesi di Scala sia nata verso la fine dell'XI secolo, per volere dell'aristocrazia amalfitana o dell'Arcivescovo della città, come risposta all'elevazione di Ravello a sede episcopale, anche se il primo vescovo documentato è un certo Alessandro, nel 1118. Quando però, l'autonomia del ducato amalfitano volse fatalmente al tramonto, l'imponente fortificazione di Scala non poté evitare una serie di devastazioni: il saccheggio e l'incendio da parte del normanno Roberto il Guiscardo nel 1073; la feroce distruzione inflitta dai Pisani circa sessanta anni più tardi; l'irruzione delle armate di Ottone di Brunswick nel 1210 e quella attuata dai ribelli dei Vespri.
Scala però non si distinse soltanto in episodi bellici, ma prendendo parte attiva alle vicende della repubblica marinara si rese protagonista anche nel commercio e nell'artigianato. Gli scalesi avevano stabilito sin dall'XI secolo a Napoli una vera e propria colonia commerciale con una chiesa ubicata nei pressi di Porta Nolana. Il 31 luglio 1603 la diocesi di Scala fu unita aeque principaliter alla diocesi di Ravello e il 27 giugno 1818 entrambe le diocesi furono soppresse. Dal 1806 al 1860 è stato capoluogo dell'omonimo circondario appartenente al Distretto di Salerno del Regno delle Due Sicilie. Dal 1860 al 1927, durante il Regno d'Italia, è stato capoluogo dell'omonimo mandamento appartenente al Circondario di Salerno.

## Monumenti e luoghi d'interesse

### Architetture religiose
- Chiesa di San Lorenzo, antica cattedrale della diocesi di Scala;
- Chiesa di Santa Caterina d'Alessandria;
- Chiesa di San Pietro a Campoleone;
- Chiesa di San Giovanni Battista;
- Chiesa di San Giovanni Decollato;
- Chiesa di Maria Santissima Annunziata;
- Chiesa di Santa Maria del Carmine;
- Chiesa di Santa Maria della Porta;
- Chiesa di San Filippo Neri;
- Basilica di Sant'Eustachio.

### Architetture militari
- Torre dello Ziro;
- Castello di Scala Maior;
- Castello di Scalella.

### Aree naturali
- Grotta del Dragone;
- Valle delle Ferriere.

## Società

### Evoluzione demografica
Abitanti censiti

### Religione
La maggioranza della popolazione è di religione cristiana di rito cattolico. I fedeli appartengono all'arcidiocesi di Amalfi-Cava de' Tirreni.

### Istituzioni, enti e associazioni
Scala è il luogo di fondazione della Congregazione del Santissimo Redentore.

## Infrastrutture e trasporti

### Strade
- Strada Provinciale 20 Bivio Ravello-Scala-Minuta

## Amministrazione

### Altre informazioni amministrative
Le competenze in materia di difesa del suolo sono delegate dalla Campania all'Autorità di bacino regionale Destra Sele.